# Olympische Sommerspiele 2004/Reiten
Bei den Olympischen Spielen 2004 in der griechischen Hauptstadt Athen wurden sechs Wettbewerbe im Reiten ausgetragen.
Austragungsort war das Markopoulo Olympic Equestrian Centre.

## Dressur

### Einzel
| Platz | Land               | Reiter und Pferd                 | Prozent |
| ----- | ------------------ | -------------------------------- | ------- |
| 1     | Niederlande        | Anky van Grunsven Salinero       | 79,278  |
| 2     | Deutschland        | Ulla Salzgeber Rusty             | 78,833  |
| 3     | Spanien            | Beatriz Ferrer-Salat Beauvalais  | 76,667  |
| 4     | Vereinigte Staaten | Debbie McDonald Brentina         | 75,653  |
| 5     | Deutschland        | Hubertus Schmidt Wansuela Suerte | 74,883  |
| 6     | Vereinigte Staaten | Robert Dover Kennedy             | 74,713  |
| 7     | Schweden           | Jan Brink Briar                  | 73,727  |
| 8     | Spanien            | Rafael Soto Andrade Invasor      | 73,606  |
| 9     | Dänemark           | Andreas Helgstrand Cavan         | 72,864  |
| 10    | Dänemark           | Per Sandgaard Zancor             | 72,426  |
| 11    | Niederlande        | Imke Schellekens-Bartels Lancet  | 72,107  |
| 12    | Spanien            | Juan Antonio Jimenez Guizo       | 71,644  |
| 13    | Großbritannien     | Carl Hester Escapado             | 71,561  |
| 14    | Vereinigte Staaten | Guenter Seidel Aragon            | 71,447  |
| 15    | Deutschland        | Martin Schaudt Weltall           | 69,656  |
|       | …                  |                                  |         |
| 17    | Niederlande        | Sven Rothenberger Barclay        | 69,437  |
| 18    | Schweiz            | Silvia Iklé Salieri              | 69,101  |
|       | …                  |                                  |         |
| 20    | Österreich         | Victoria Max-Theurer Falcao      | 68,754  |
|       | …                  |                                  |         |
| 25    | Österreich         | Nina Stadlinger Egalité          | 66,148  |

Anmerkung: Plätze 1 bis 15: Durchschnitt aus Grand Prix, Grand Prix Spécial und Grand Prix Kür; Plätze 16 bis 25: Durchschnitt aus Grand Prix und Grand Prix Spécial.

### Mannschaft
| Platz | Land               | Reiter und Pferde | Prozent |
| ----- | ------------------ | --- | ------- |
| 1     | Deutschland        | Heike Kemmer auf Bonaparte Ulla Salzgeber auf Rusty Martin Schaudt auf Weltall Hubertus Schmidt auf Wansuela Suerte            | 74,653  |
| 2     | Spanien            | Beatriz Ferrer-Salat auf Beauvalais Juan Antonio Jimenez auf Guizo Ignacio Rambla auf Oleaje Rafael Soto Andrade auf Invasor   | 72,917  |
| 3     | Vereinigte Staaten | Robert Dover auf Kennedy Debbie McDonald auf Brentina Guenter Seidel auf Aragon Lisa Wilcox auf Relevant 5                     | 71,500  |
| 4     | Niederlande        | Imke Schellekens-Bartels auf Lancet Marlies van Baalen auf Idocus Anky van Grunsven auf Salinero Sven Rothenberger auf Barclay | 71,264  |
| 5     | Dänemark           | Lone Jörgensen auf Ludewig Per Sandgaard auf Zancor Jon Pedersen auf Esprit de Valdemar Andreas Helgstrand auf Cavan           | 69,333  |
|       | …                  | |         |
| 8     | Österreich         | Fritz Gaulhofer auf Werther’s Wels Nina Stadlinger auf Egalite Victoria Max-Theurer auf Falcao Peter Gmoser auf Don Debussy    | 66,570  |
|       | …                  | |         |
| 10    | Schweiz            | Christian Pläge auf Regent Daniel Ramseier auf Palladio Silvia Iklé auf Salieri                                                | 65,653  |

Die deutsche Dressur-Equipe gewann damit insgesamt das elfte Gold bei Olympischen Spielen. Ulla Salzgeber auf Rusty erreichte bei ihrem Ritt mit 78,208 Prozent die bis hierhin beste je bei Olympischen Spielen erzielte Note im Grand Prix de Dressage. Insgesamt nahmen an der Mannschaftswertung zehn Equipen teil.

## Springreiten

### Einzel
| Platz | Land               | Reiter und Pferd                 | Fehlerpunkte |
| ----- | ------------------ | -------------------------------- | ------------ |
| 1     | Brasilien          | Rodrigo Pessoa Baloubet du Rouet | 8            |
| 2     | Vereinigte Staaten | Chris Kappler Royal Kaliber      | 8            |
| 3     | Deutschland        | Marco Kutscher Montender         | 9            |
| 4     | Schweden           | Peder Fredricson Magic Bengtsson | 12           |
| 4     | Belgien            | Ludo Philippaerts Parco          | 12           |
| 4     | Irland             | Kevin Babington Carling King     | 12           |
| 4     | Schweden           | Rolf-Göran Bengtsson Mac Kinley  | 12           |
| 4     | Großbritannien     | Robert Smith Mr. Springfield     | 12           |
| 4     | Belgien            | Dirk Demeersman Clinton          | 12           |
| 10    | Dänemark           | Thomas Velin Carnute             | 13           |
| 10    | Großbritannien     | Nick Skelton Arko                | 13           |
| 12    | Neuseeland         | Daniel Meech Diagonal            | 14           |
| 13    | Schweiz            | Christina Liebherr No Mercy      | 17           |
| 14    | Südkorea           | Son Bong-gak Cim Christo         | 18           |
| 15    | Italien            | Juan Carlos García Albin         | 20           |
| 15    | Japan              | Taizō Sugitani Lamalushi         | 20           |
| 17    | Deutschland        | Otto Becker Cento                | 21           |
| 17    | Irland             | Jessica Kürten Maike             | 21           |
|       | …                  |                                  |              |
| 34    | Schweiz            | Fabio Crotta Mme. Pompadour      | 16           |
|       | …                  |                                  |              |
| 44    | Schweiz            | Markus Fuchs Tinka’s Boy         | AUFG         |

Nachdem Pessoa im Stechen um die Silbermedaille 4 Fehlerpunkte vorgelegt hatte, musste Kappler nach etwa der Hälfte des Parcours fehlerfrei aufgeben, da sich sein Hengst Royal Kaliber vertreten hatte. Marco Kutscher verpasste das Stechen um die Silbermedaille lediglich durch einen Zeitfehler von wenigen Hundertstelsekunden.
Dem Iren Cian O’Connor wurde die Goldmedaille wegen Dopings wieder aberkannt, wodurch Marco Kutscher in die Medaillenränge aufrückte. Die nachträglich zuerkannte Medaille wurde am 21. Oktober überreicht.
Anmerkung: Plätze 1 bis 27: Ergebnis aus beiden Umläufen des Einzelfinals; Plätze 28 bis 44: Ergebnis aus dem ersten Umlauf des Einzelfinals.

### Mannschaft
| Platz | Land               | Reiter und Pferde | Fehlerpunkte |
| ----- | ------------------ | --- | ------------ |
| 1     | Vereinigte Staaten | Chris Kappler auf Royal Kaliber Beezie Madden auf Authentic McLain Ward auf Sapphire Peter Wylde auf Fein Cera                                 | 20           |
| 2     | Schweden           | Malin Baryard-Johnsson auf Butterfly Flip Rolf-Göran Bengtsson auf MacKinley Peter Eriksson auf Cardento Peder Fredericson auf Magic Bengtsson | 20           |
| 3     | Deutschland        | Christian Ahlmann auf Cöster Otto Becker auf Cento Marco Kutscher auf Montender                                                                | 21           |
| 4     | Niederlande        | Wim Schröder auf Montreal Leopold van Asten auf Fleche Rouge Gert-Jan Bruggink auf Joel Gerco Schröder auf Monaco                              | 24           |
| 5     | Schweiz            | Steve Guerdat auf Olympic Christina Liebherr auf No Mercy Fabio Crotta auf Mme. Pompadour Markus Fuchs auf Tinka’s Boy                         | 26           |

Die deutsche Mannschaft konnte den Wettbewerb zunächst bereits mit dem dritten Reiter für sich entscheiden.
Die Entscheidung um Platz zwei fiel erst im Stechen, das die USA aufgrund der besseren Zeit für sich entscheiden konnten.
Doch dann fiel „Goldfever“, das Pferd des deutschen Reiters Ludger Beerbaum, beim Doping-Test auf. Selbst der internationale Sportgerichtshof CAS glaubte Beerbaum, die nachgewiesene Substanz Betamethason lediglich zur Behandlung einer Hautirritation beim Pferd angewendet zu haben. Auch das FEI Judicial Committee akzeptierte, dass die Substanz aus einer medizinischen Indikation heraus zur Anwendung kam, und nicht zur Leistungssteigerung. Dennoch hatte „Goldfever“" in der Tat eine verbotene Substanz im Körper gehabt und war entsprechend den Regeln zu disqualifizieren. Beerbaum verzichtete auf einen Einspruch.
Die Goldmedaille ging so an das US-Team. Auf den Silberrang rückte Schweden auf. Deutschlands verbliebenen drei Reitern blieb immerhin noch die Bronzemedaille, da die eigentlichen Streichresultate (1.Umlauf 5, 2.DL 8 Punkte) nun in die Wertung kamen.

## Vielseitigkeit

### Einzel
| Platz | Land               | Reiter und Pferd                            | Minuspunkte             |
| ----- | ------------------ | ------------------------------------------- | ----------------------- |
| 1     | Großbritannien     | Leslie Law Shear L’Eau                      | 44,40                   |
| 2     | Vereinigte Staaten | Kimberly Severson Winsome Adante            | 45,20                   |
| 3     | Großbritannien     | Philippa Funnell Primmore’s Pride           | 46,60                   |
| 4     | Frankreich         | Jean Teulère Espoir de la Mare              | 50,40                   |
| 5     | Deutschland        | Hinrich Romeike Marius                      | 51,20                   |
| 6     | Vereinigte Staaten | Amy Tryon Poggio                            | 51,80                   |
| 7     | Neuseeland         | Heelan Tompkins Glengarrick                 | 52,00                   |
| 8     | Frankreich         | Nicolas Touzaint Galan de Sauvagère         | 52,40                   |
| 9     | Deutschland        | Bettina Hoy Ringwood Cockatoo               | 55,60 (= 41,60 + 14,00) |
| 10    | Belgien            | Constantin Van Rijckevorsel Withcote Nellie | 58,40                   |
| 11    | Australien         | Rebel Morrow Oaklea Groover                 | 60,20                   |
| 12    | Vereinigte Staaten | Darren Chiacchia Windfall                   | 60,60                   |
| 13    | Australien         | Phillip Dutton Nova Top                     | 62,80                   |
| 14    | Deutschland        | Andreas Dibowski Little Lemon               | 63,00                   |
| 15    | Neuseeland         | Matthew Grayling Revo                       | 63,20                   |
|       | …                  |                                             |                         |
| 19    | Österreich         | Harald Ambros Miss Ferrari                  | 73,20                   |
|       | …                  |                                             |                         |
| 26    | Deutschland        | Frank Ostholt Air Jordan                    | 54,00                   |
|       | …                  |                                             |                         |
| 45    | Österreich         | Harald Siegl Gigant                         | 95,80                   |
|       | …                  |                                             |                         |
| 58    | Österreich         | Harald Riedl Foxy                           | 141,40                  |
|       | …                  |                                             |                         |
| 63    | Kroatien           | Pepo Puch Banville d’Ivoy                   | 158,20                  |

Bettina Hoy wurde die Goldmedaille aberkannt (siehe unten). Sie erhielt 12 Strafpunkte und fiel mit 53,60 Punkten auf den neunten Platz zurück. Hinrich Romeike auf „Marius“ wurde mit 51,20 Punkten Fünfter, Andreas Dibowski auf „Little Lemon“ mit 63,00 Punkten landete auf Platz 14.
Anmerkung: Plätze 1 bis 25: Ergebnis einschließlich Einzelspringen.

### Mannschaft
| Platz | Land               | Reiter und Pferde | Minuspunkte               |
| ----- | ------------------ | --- | ------------------------- |
| 1     | Frankreich         | Arnaud Boiteau auf Expo du Moulin Didier Courrèges auf Débat d'Estruval Cédric Lyard auf Fine Merveille Jean Teulère auf Espoir de la Mière Nicolas Touzaint Galan de Sauvagère | 140,40                    |
| 2     | Großbritannien     | Jeanette Brakewell auf Over to You William Fox-Pitt auf Tamarillo Philippa Funnell auf Primmore’s Pride Mary King auf King Solomon III Leslie Law auf Shear L’Eau               | 143,00                    |
| 3     | Vereinigte Staaten | Darren Chiacchia auf Windfall II Julie Richards auf Jacob Two Two Kimberly Severson auf Winsome Adante Amy Tryon auf Poggio II John Williams auf Carrick                        | 145,60                    |
| 4     | Deutschland        | Andreas Dibowski auf Little Lemon Bettina Hoy Ringwood Cockatoo Ingrid Klimke auf Sleep Late Frank Ostholt auf Air Jordan Hinrich Romeike auf Marius                            | 147,80 (= 133,80 + 14,00) |
| 5     | Neuseeland         | Andrew Nicholson auf Fenicio Daniel Jocelyn Silence Blyth Tait auf Ready Teddy Matthew Grayling auf Revo Heelan Tompkins auf Glengarrick                                        | 176,20                    |
|       | …                  | |                           |
| 13    | Österreich         | Harald Ambros auf Miss Ferrari Harald Siegl Gigant Harald Riedl auf Foxy Margit Appelt auf Ice on Fire Andreas Zehrer auf Rämmi Dämmi                                           | 306,40                    |

Der deutschen Mannschaft wurde nach einem Protest Frankreichs kurzfristig die Goldmedaille aberkannt und eine Strafe von 14 Punkten wegen Zeitüberschreitung angerechnet, da der deutschen Schlussreiterin Bettina Hoy am Anfang des Parcours ein Fehler unterlaufen war. Dadurch fiel die Mannschaft auf den vierten Rang in der Gesamtwertung ab. Hoy überquerte unabsichtlich während einer kurzen Einreitrunde die Startlinie. Die Zeitmessung während Hoys Siegesritt setzte aber ebenfalls fehlerhaft erst nach einem zweiten Überreiten der Startlinie ein. Regelgemäß hätte dies aber schon nach dem ersten Überschreiten geschehen müssen.
Deshalb wurde Deutschland nach eigenem Einspruch gegen dieses Urteil die Goldmedaille aus Gründen der Sportlichkeit wieder zuerkannt. Der deutschen Schlussreiterin hätte bereits beim ersten Überqueren der Startlinie der Beginn der Zeitmessung durch die Jury angezeigt werden müssen. Damit hätte Hoy die Chance gehabt, die kurze Runde schneller zu beenden und somit in der erlaubten Zeit von 90 Sekunden bleiben können.
Nach erneutem Einspruch der nachfolgenden Nationen Frankreich, Großbritannien und der USA wurde die Entscheidung an den Internationalen Sportgerichtshof verwiesen. Dieser entschied am 21. August, dass Deutschland beide Medaillen wieder abzuerkennen sind. Das Gericht begründete die von vielen Seiten heftig kritisierte Entscheidung damit, dass das FEI-Schiedsgericht, welches der deutschen Mannschaft und Bettina Hoy die Medaille nach dem deutschen Einspruch wieder zusprach, die Entscheidung der Ground Jury des Weltverbandes gar nicht hätte aufheben dürfen, da es sich dabei um eine Tatsachenentscheidung handelte.
Am 25. August reichte der Weltreiterverband FEI ein Gnadengesuch beim IOC ein, die Goldmedaille zweimal zu vergeben, aber die Medaillen der Deutschen nicht offiziell zu werten. Dieses Gnadengesuch wurde vom IOC am 27. August abgelehnt. Damit ist die Entscheidung endgültig.

## Medaillenspiegel
| Platz | Land               | G | S | B | Gesamt |
| ----- | ------------------ | - | - | - | ------ |
| 1     | Vereinigte Staaten | 1 | 2 | 2 | 5      |
| 2     | Deutschland        | 1 | 1 | 2 | 4      |
| 3     | Großbritannien     | 1 | 1 | 1 | 3      |
| 4     | Brasilien          | 1 | – | – | 1      |
| 4     | Frankreich         | 1 | – | – | 1      |
| 4     | Niederlande        | 1 | – | – | 1      |
| 7     | Spanien            | – | 1 | 1 | 2      |
| 8     | Schweden           | – | 1 | – | 1      |